# ۱۶۴۸ (میلادی)
۱۶۴۸ (میلادی) هزار و ششصد و چهل و هشتمین سال تقویم میلادی است.

## درگذشتگان
- ۲۶ مه – ونسان ووآتور، شاعر فرانسوی (ز. ۱۵۹۷)
- ۲۸ فوریه – کریستیان چهارم دانمارک، سیاست‌مدار آیسلندی (ز. ۱۵۷۷)